# O jardim
O jardim è un singolo della cantante portoghese Cláudia Pascoal, pubblicato il 9 marzo 2018 su etichetta discografica Universal Music Portugal. Il brano vede la partecipazione di Isaura Santos, che ha scritto e prodotto il brano ed ha accompagnato l'artista sul palco come corista.

## Descrizione
Il brano è stato selezionato dall'ente radiotelevisivo nazionale portoghese RTP per il Festival da Canção 2018, processo di selezione nazionale per l'Eurovision Song Contest. Dopo aver superato le semifinali ha avuto accesso alla finale, nella quale è stata proclamata vincitrice del programma arrivando seconda secondo la giuria ma vincendo il televoto. Ciò le ha concesso il diritto di rappresentare il Portogallo all'Eurovision Song Contest 2018 a Lisbona. Cláudia e Isaura si sono esibite nella prima semifinale tenutasi l'8 maggio e nella finale del 12 maggio in quanto automaticamente qualificate per la vittoria del Portogallo l'anno precedente. La canzone si è piazzata all'ultimo posto su 26 partecipanti, totalizzando 39 punti. O jardim ha raggiunto la ventunesima posizione nella classifica radiofonica portoghese.

## Accoglienza
La performance vocale è stata giudicata "apprezzabile" ed il brano "elegante", ma non allo stesso livello di quello di Salvador Sobral dell'anno precedente, che ha garantito la vittoria al Portogallo nel 2017. Charlotte Runcle del The Daily Telegraph ha scelto O jardim come uno dei cinque migliori brani dell'Eurovision e l'ha descritto come "una ballata contemporanea e splendidamente intima con sfumature di elettropop". Hans Rollman del webzine americano l'ha definito "un commovente tributo alla nonna di Isaura e al giardino che significava molto per entrambe".

## All'Eurovision Song Contest

### Prove tecniche
Le due cantanti hanno partecipato ad entrambe le prove tecniche (della durata di trenta e venti minuti) assieme ai Big Five il 4 ed il 6 maggio. Entrambe si sono presentate vestite casual, un outfit diverso da quello scelto per la semifinale e la finale. Inizialmente solo Cláudia è stata inquadrata dalle telecamere, circondata da lampade gialle. Con l'inserimento della batteria Isaura ha raggiunto il centro del palco ed aggiuntasi in coro la performance è continuata fino al suo termine.

### Semifinale
Siccome il Portogallo è stato il paese organizzatore dell'edizione 2018, il brano ha avuto accesso direttamente alla serata finale del 12 maggio. Nonostante ciò Cláudia Pascoal e Isaura si sono esibite durante la prima semifinale, ma non in diretta tv.

### Punti ottenuti
| Finale   | Finale     | Finale               | Finale        | Finale    |
| Televoto | Televoto   | Televoto             | Televoto      | Televoto  |
| 12 punti | 10 punti   | 8 punti              | 7 punti       | 6 punti   |
| -------- | ---------- | -------------------- | ------------- | --------- |
|          | - Svizzera | - Francia            |               |           |
| 5 punti  | 4 punti    | 3 punti              | 2 punti       | 1 punti   |
|          |            |                      |               |           |
| Giurie   |            |                      |               |           |
| 12 punti | 10 punti   | 8 punti              | 7 punti       | 6 punti   |
|          |            |                      | - Lituania    | - Irlanda |
| 5 punti  | 4 punti    | 3 punti              | 2 punti       | 1 punto   |
|          |            | - Estonia - Svizzera | - Paesi Bassi |           |

## Tracce
Testi e musiche di Isaura Santos.
1. O jardim – 2:38

## Classifiche
| Classifica (2018) | Posizione massima |
| ----------------- | ----------------- |
| Portogallo        | 21                |